# Сплюшка бура
Сплюшка бура (Megascops seductus) — вид совоподібних птахів родини совових (Strigidae). Ендемік Мексики.

## Опис
Довжина птаха становить 24-27 см, вага 150-174 г. Тім'я і верхня частина тіла сірувато-коричневі, поцятковані темними смугами. Лицевий диск сірувато-коричневий з темними краями, поцяткований коричневими плямами. Нижня частина тіла світліша, поцяткована вузькими темними смужками. На крилах дві смуги, сформовані білими плямками. На голові короткі пір'яні "вуха". Очі карі. Голос — гучні, різкі трелі.

## Поширення і екологія
Бурі сплюшки мешкають у внутрішніх районах на південному заході Мексики, від долини річки Бальсас на півдні Халіско і Коліми на південний схід до центрального Герреро. Вони живуть в посушливих, напіввідкритих місцевостях, зокрема в сухих тропічних лісах, рідколіссях, чагарникових і кактусових заростях, на висоті від 600 до 1500 м над рівнем моря. Ведуть нічний спосіб життя, живляться переважно комахами. Гніздяться в дуплах дерев і кактусів.

## Збереження
МСОП класифікує цей вид як такий, що не потребує особливих заходів зі збереження. За оцінками дослідників, популяція бурих сплюшок становить від 20 до 50 тисяч дорослих птахів.